# Риньиуэ
Риньиуэ (исп. Lago Riñihue) — озеро ледникового происхождения на востоке провинции Вальдивия, юг Чили. Относится к бассейну реки Вальдивия. Вода в озере прозрачная, голубовато-зеленоватого цвета. Температура воды — от 7 °C зимой до 20 °C летом. Волнение на поверхности незначительно, и редко представляет опасность. Риньиуэ входит в систему «Семи озёр».
Риньиуэ окружено несколькими горами. В восточную часть озера по реке Энко поступают воды из озера Пангипульи. Это последнее из семи озёр. На западе оно разделяется на два рукава горой Тралькан, а у восточного берега находится вулкан Мочо-Чосуэнко. На юге к озеру примыкают горы Серрос-де-Киман.
Озеро прославилось в истории Чили спасательной операцией по разрушению плотины, образовавшейся в результате Великого Чилийского землетрясения в 1960 году (т. н. Риньиуасо).